# Pietro Satta Branca
Pietro Satta Branca (Sassari, 26 ottobre 1861 – 14 luglio 1923) è stato un politico, avvocato e storico italiano.

## Biografia
Fu sindaco di Sassari nell'età giolittiana, fondatore nel 1891 de La Nuova Sardegna (insieme a Pietro Moro ed Enrico Berlinguer, nonno dell'omonimo storico segretario del PCI).
Radicale e liberale, inviò un telegramma di adesione al 1º Congresso sardo del libero pensiero, organizzato nel 1908 (nell'anniversario della Breccia di Porta Pia) dall'associazione Giordano Bruno a Tempio.
Fu tra i fondatori dell'Unione popolare, piccola maison du peuple, strumento di alfabetizzazione e di indottrinamento politico.
Fu eletto alla Camera dei deputati del Regno d'Italia alle elezioni politiche in Italia del 1919.
Il figlio, Arnaldo Satta Branca, fu membro del Partito Sardo d'Azione.